# Radonice (Ústí nad Labem)
Radonice é uma comuna checa localizada na região de Ústí nad Labem, distrito de Chomutov.